# آرامگاه گوهرشاد
آرامگاه گوهرشاد که به آرامگاه بایسنقر هم آوازه دارد، یک بنای خاکسپاری اسلامی است که در افغانستان امروزی شهر هرات جای دارد.
این بنا در سده پانزدهم ساخته شد و به عنوان یک آرامگاه سلطنتی برای اعضای دودمان تیمور بنیاد شده‌است و بخشی از مجتمع مصلای هرات می‌باشد.

## ویژگی‌ها
این آرامگاه، صلیبی شکل است و گنبدی وسط آن را پوشانده‌است.
این گنبد چشمگیرترین ویژگی سازه است، از این دید که در واقع سه گنبد است که روی هم قرار گرفته‌اند:
یک گنبد درونی، یک گنبد بیرونی پیازی و یک گنبد ساختاری میان آنها.
گنبد بیرونی با موزاییک‌های گُل روشن-آبی-سبز آذین شده‌است.
گنبد درونی با برگ‌های طلا، لاجورد و دیگر رنگ‌هایی که نقش‌های پیچیده‌ای پدید می‌آورند، آراسته شده‌است.
فضای درونی آرامگاه خود یک محفظه چارگوش با طاقچه‌های محوری است.
به دلیل عادت گستردهٔ به‌کارگیری دوبارهٔ سنگ قبرهای گرفته شده، معلوم نیست که چند خاکسپاری در آرامگاه وجود دارد.
اگرچه برخی منابع می‌گویند زمانی بیست نشانگر قبر (سنگ مزار) وجود داشته‌است، اکنون تنها شش نشانگر وجود دارد.
اینها به شکل مستطیلی بوده و از سنگ سیاه مات ساخته شده‌اند و نقوش گل روی آنها تراشیده شده‌است.

## آرمیدگان
- گوهرشاد بیگم همسر شاهرخ تیموری
- بایسنقر میرزا فرزند شاهرخ تیموری
- محمد جوکی فرزند شاهرخ تیموری
- سلطان محمد فرزند بایسنقر میرزا
- علاءالدوله میرزا فرزند بایسنقر میرزا
- ابراهيم فرزند علاءالدوله میرزا

## بن‌مایه
- همکاری‌کنندگان ویکی‌پدیا، «Gawhar Shad Mausoleum»، ویکی‌پدیای انگلیسی، دانشنامهٔ آزاد (بازیابی ۲۰ بهمن ۱۳۹۹)